# Psorophora johnstonii
Psorophora johnstonii är en tvåvingeart som först beskrevs av Grabham 1905.  Psorophora johnstonii ingår i släktet Psorophora och familjen stickmyggor.
Artens utbredningsområde är Florida. Inga underarter finns listade i Catalogue of Life.